# Martin Joensen
Martin Joensen (født 19. april 1902 i Sandvík på Færøerne, død 25. december 1966) var en færøsk skolelærer og forfatter. Joensen tog lærereksamen ved Føroya Læraraskúli i 1926 og var først lærer ved Akrar, i Víkarbyrgi og i Sandvík og senere ved Tvøroyri 1944-64.
Martin Joensen var redaktør sammen med Jacob Olsen på det færøske børneblad Barnablaðið i perioden september 1930 til 1931. Han var formand for Rithøvundafelag Føroya (Færøernes Lærerforening) fra 1957-59. Endvidere modtog Martin Joensen Færøernes litteraturpris (M.A. Jacobsens Heiðursløn) i 1962.

## Udgivelser
Martin Joensen har udgivet følgende litteratur:
- 1946 - Fiskimenn (roman)
- 1949 - Útrák (noveller)
- 1952 - Tað lýsir á landi (roman)
- 1962 - Klokkan ringir (børne- og ungdomshistorier)
- 1977 - Heimadoktarin (noveller)
- 1977 - Gamli maðurin og varðin (noveller)

## Pris
- 1962 Færøernes litteraturpris (M. A. Jacobsen's Litteraturpris)[5]